# Cleora flavilauta
Cleora flavilauta är en fjärilsart som beskrevs av W. Warren 1907. Cleora flavilauta ingår i släktet Cleora och familjen mätare. Inga underarter finns listade i Catalogue of Life.